# Paulaner Brauerei Gruppe

Logo der ehemaligen Brauholding International

Die Paulaner Brauerei Gruppe GmbH + Co. KGaA ist die Konzernobergesellschaft einer Brauereigruppe mit Sitz in München. 
Sie befindet sich im Besitz der Schörghuber Stiftung + Co. Holding KG (70 %) und der niederländischen Heineken International B.V. (30 %).
Mit einem Ausstoßvolumen von 6,34 Mio. Hektolitern im Jahr 2023 ist die Brauerei Deutschlands drittgrößte Brauerei und weltweit auf Platz 28.

## Geschichte
Die Ursprünge der Paulaner Brauerei Gruppe gehen auf das Jahr 1979 zurück, als Schörghuber die Brauereien Hacker-Pschorr und Paulaner übernahm. Die Brauereiinteressen der Schörghubergruppe wurden in der Bayerische Brau-Beteiligungs-GmbH & Co. Holding KG gebündelt. 1999 firmierte diese zur Bayerischen BrauHolding AG um, 2001 ging sie mit Heineken das Joint-Venture Brau Holding International (BHI) AG ein. Zwischen 2003 und 2009 war die BHI mit 45 % an der Karlsberg International Brand GmbH, einer Tochter der Karlsberg-Brauerei, beteiligt. 2005 wurden die Fürstlich Fürstenbergische Brauerei und die Privatbrauerei Hoepfner übernommen. Im gleichen Jahr fand eine Umfirmierung zur Brauholding International GmbH & Co. KGaA statt. Die BHI war in drei Brauereigruppen organisiert: Paulaner Brauerei Gruppe, Kulmbacher Gruppe und Südwest Gruppe. Der Gesamtausstoß betrug 2014 6,5 Millionen Hektoliter, davon entfielen 5,7 Millionen Hektoliter auf Bier.
Im Februar 2017 kündigte Schörghuber an, die Brau Holding International GmbH & Co. KGaA mit der Paulaner Brauerei GmbH & Co. KG zu verschmelzen. Das neue Unternehmen wird als Paulaner Brauerei Gruppe GmbH & Co. KGaA geführt. An diesem hält Schörghuber 70 % und Heineken 30 % der Anteile. Die Verschmelzung wurde am 4. Juli 2017 vollzogen.

## Organisation
Die nachfolgend genannten Brauereien sind Tochtergesellschaften der Paulaner Brauerei Gruppe GmbH & Co. KGaA, wobei die Aufstellung der ehemaligen Gliederung der BHI folgt:
- Paulaner Brauerei Gruppe
  - Paulaner, München
  - Hacker-Pschorr, München
  - Fürstliche Brauerei Thurn & Taxis, Regensburg
  - Auerbräu, Rosenheim
  - Weißbierbrauerei Hopf, Miesbach

- Kulmbacher Brauerei AG (zu 63 % zugehörig)
  - Kulmbacher, Kulmbach
  - Sternquell, Plauen
  - Braustolz, Chemnitz (seit 2017 gebraut und abgefüllt in Plauen bei Sternquell)
  - Scherdel, Hof
  - Würzburger Hofbräu, Würzburg
  - Bad Brambacher Mineralbrunnen, Bad Brambach

- Südwest Gruppe
  - Fürstlich Fürstenbergische Brauerei, Donaueschingen
  - Privatbrauerei Hoepfner, Karlsruhe
  - Privat-Brauerei Schmucker, Mossautal